# Al-Ittihad Aleppo
Al-Ittihad Sports Club de Aleppo (em árabe: الاتحاد) é um clube de futebol da Síria, sediado na cidade de Alepo. 

## História
Foi fundada em 1953. Jogam no Estádio International de Alepo.
Al-Ittihad ganhou o maior número de Campeonato Sírio e da equipe é considerado como uma das equipes mais populares na Síria e no Oriente Médio.

## Treinadores
| - Abdel Qader Tayfur (1965–67) - Zaki Natoor (1967–77) - Mahmoud Sultan (1981–84) - Wael Aqqad (1990) - Nael Burghol - Ahmad Hawash (1992–93) - Fateh Zaki (1994–95) - Predefinição:Country data Czech Jerzi Neverly (1999–00) - Osvaldo Ardiles (2001) - Stefan Genov (2001–02) - Hassan El-Shazly (2002–03) - Amin Alati (2003) - Mahmoud Abou-Regaila (Feb 2004 – July 2004) - Yaser Al-Siba'i (2004–05) - Ahmad Hawash (2005–06) | - Hussain Afash (2006–07) - Oscar Fulloné (July 2007 – January 2008) - Valeriu Tiţa (Feb 2008 – April 2009) - Hussain Afash (April 2009 – July 2009) - José Rachão (August 2009 – November 2009) - Mohammad Khattam (Nov 2009) - Fateh Zaki (November 2009 – February 2010) - Valeriu Tiţa (February 2010 – December 2010) - Predefinição:Country data Bosnia Kemal Alispahić (January 2011 – June 2011) - Amin Alati (November 2011 – December 2011) - Hussain Afash (January 2012 – April 2012) - Ammar Rihawi (2013) - Anas Sabouni (January 2014 - March 2014) - Radwan al-Abrash (March 2014 - September 2014) |